# Kakhuset

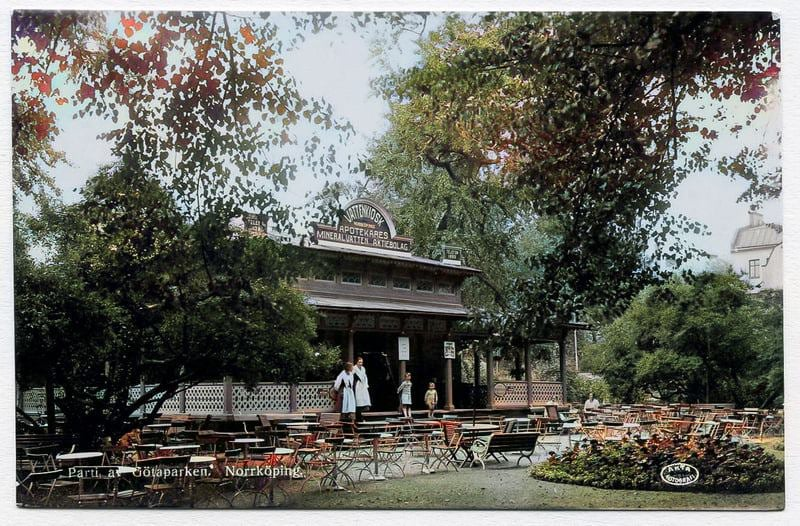
Vattenkiosken i Götaparken, okänt år

Kakhuset var en byggnad i Norrköping, som tjänstgjorde som en serveringslokal i Götaparken vid Norra Promenaden under slutet av 1800-talet och första hälften av 1900-talet.
Kakhuset uppfördes som en del av anläggningarna vid Himmelstalunds hälsobrunn. På ett berg öster om Himmelstalunds brunnsområde byggdes schweizeriet Karl XV:s paviljong.
Brunnsdrickandet i Himmelstalund upphörde under 1860-talet och byggnaden flyttades 1866 in till staden, där det placerades vid den då ganska nyanlagda Norra Promenaden i norra delen av kvarteret Stjärnan, omedelbart norr om Norrköpings Gästgiveri- och Skjutsinrättning. Den norra delen omgjordes till en park, som en utvidgning av Götaparken. 
Till att börja med användes byggnaden som en vattenpaviljong, men den blev så småningom som schweizeriet Kakhuset, ett populärt uteställe. I slutet på 1800-talet tog musiken större plats och här börjades hållas friluftskonserter. Under perioden 1936 till 1956 hölls både friluftskonserter och allsångskvällar på platsen.  
Kakhuset revs 1954-1955 för att ge plats för det nya Folkets hus i Norrköping. Landsantikvarien Bengt Cnattingius drev en kamp mot rivningsplanerna.